# Olivia Magnani
Olivia Magnani (Bologna, 2 de octubre de 1975) es una actriz italiana.

## Biografía
Nació en Bologna, hija de Luca Magnani —hijo de los actores Anna Magnani y Massimo Serato— y Gigliola Faenza, actriz y hermana del director de cine Roberto Faenza. Comenzó su carrera en el teatro. En 2004 corprotagonizó Le conseguenze dell'amore de Paolo Sorrentino, cuya interpretación le valió el Globo d'oro a la mejor actriz revelación. Tuvo su primer papel protagónico en Quell'estate felice (2007), gracias al cual ganó dos premios a la mejor actriz en el Festival de Varna y el Festival de Bastia. En 2008 protagonizó Un amore di Gide, dirigida por Diego Ronsisvalle, con Guido Caprino. En 2016, el director ruso Aleksander Sokurov la dirigió en la obra teatral basada en I Marmi de Joseph Brodsky, que se estrenó en el Teatro Olímpico de Vicenza. Entre 2019 y 2020 estuvo de gira con el espectáculo La donna Leopardo, dirigido por Michela Cescon, que se estrenó en el Piccolo Teatro de Milán.

## Filmografía

### Cine
- Marianna Ucrìa (1997)
- Una bellezza che non lascia scampo (2001)
- Le conseguenze dell'amore (2004)
- La jungle (2006)
- Un amore di Gide (2008)
- Quell'estate felice (2009)
- Aria (2009)
- Todo el dinero del mundo (2017)
- Delitto naturale (2019) (cortometraje)

### Televisión
- Al di là delle frontiere - Miniserie (2004)
- Contergan - Miniserie (2007)

### Videoclips
- «Ancora qui» (2009) de Renato Zero
- «Forever» (2012) de Antonello Venditti